# Lucien Dumais
Lucien Dumais, alias Lucien Desbiens, né en 1904 à Montréal et mort le 10 juin 1993 dans la même ville, est un militaire canadien, membre des services secrets britanniques et membre du Réseau Shelburn. Un réseau d'exfiltration qui permettra le retour en Angleterre de nombreux aviateurs alliés abattus en France occupée pendant la Seconde Guerre mondiale.

## Biographie
Québécois, originaire de Montréal, il entre en 1934 au régiment canadien-français des Fusiliers Mont-Royal. En 1937, il réussit à intégrer l'École militaire et il est alors promu caporal puis sergent en 1939 au début de la Seconde Guerre mondiale. Il embarque avec son régiment pour l'Islande fin juin 1940 pour s'opposer à un éventuel débarquement allemand. Il part ensuite pour l'Angleterre où il suit un entraînement commando. En 1942, à 38 ans, il est fait prisonnier par les Allemands lors du débarquement de Dieppe. Il s'évade d'un train de prisonniers quelques heures plus tard et aidé par la résistance locale, réussit à retourner en Angleterre via Marseille et Gibraltar. Il reçoit une formation de combat d'une durée de 4 mois au sein de la Première armée britannique en Afrique du Nord. Il demanda une affectation au MI9 pour soutenir les réseaux de résistance des pays occupés, qui lui fut accordée. Il y rencontre Raymond Labrosse, 18 ans, avec qui il reçut sa formation d'espion. Du Jiu-Jitsu aux appareils de radio-communications, ils subirent un entraînement intensif destiné à les préparer au travail en France occupée. Ils vont alors participer à la création du réseau Shelburn chargé d'évacuer les pilotes alliés abattus au-dessus de la France par la Manche, voie plus rapide mais plus dangereuse que la voie habituelle par les Pyrénées.
En novembre 1943, transportés par un Westland Lysander à 80 km au nord de Paris, ils entreprirent leur mission de localiser et de pourvoir au rapatriement des aviateurs alliés, aux côtés du chef de réseau, le policier parisien Paul Campinchi. Par la Bretagne et la plage « Bonaparte », nom de code de l'anse Cochat à Plouha, ils parvinrent à faire évader 307 (le chiffre retenu varie entre 150 et plus de 300) pilotes ou membres d'équipage de janvier à août 1944, tout en récupérant des armes et des munitions par bateau, des unités MGB basées dans des ports de Cornouailles au profit de la Résistance française. Le réseau Shelburn subit de fortes pertes. Après le débarquement de Normandie, envoyés par le Special Operations Executive, ils participèrent aux côtés de la Résistance française à des opérations d'attaque contre les forces d'occupation ennemis principalement contre des convois militaires.
Pendant les opérations "Bonaparte" à Plouha, Lucien Dumais pseudo Léon, avait son QG chez Marie Le Saux dans le petit village de Saint Barthélémy en Plouha. Sa fille, pseudo Guiguite, était convoyeuse et agent de liaison pour le réseau à Plouha. Raymond Labrosse, pseudo Claude émettait d'une petite chambre située au 1er étage de la demeure.
Dumais est décédé à Montréal le 10 juin 1993 à l'âge de 88 ans.